# Discographie de Kara
Kara a sorti 9 albums studio (4 en coréen et 5 en japonais), 8 albums de compilation, sept jeux prolongés et vingt-huit singles. Le premier album studio du groupe, The First Blooming, est sorti le 29 mars 2007. Ils sont entrés sur la scène musicale japonaise le 5 août 2010, avec la version japonaise de Mister. Ils ont également enregistré les bandes sonores de divers drames coréens et japonais.

## Albums

### Studios Albums
Liste des albums studio, avec détails sélectionnés et positions dans les charts
| The First Blooming                                                                          | - Date de sortie : 29 mars 2007 - Label : DSP Media - Formats : CD, téléchargement numérique           | 2 | —  | COR : 22 165   | Aucun |
| Revolution                                                                                  | - Date de sortie : 30 juillet 2009 - Label : DSP Media - Formats : CD, téléchargement numérique        | 3 | 86 | - COR: 55 940  | Aucun |
| Step                                                                                        | - Date de sortie : 6 septembre 2011 - Label : DSP Media - Formats : CD, téléchargement numérique       | 1 | 5  | - COR: 106 250 | |
| Full Bloom                                                                                  | - Date de sortie : 2 septembre 2013 - Label : DSP Media - Formats : CD, téléchargement numérique       | 1 | 25 | - COR: 46 830  | |
| Japonais                                                                                    | |   |    |                | |
| Girl's Talk                                                                                 | - Date de sortie : 24 novembre 2010 - Label : Universal Sigma - Formats : CD, téléchargement numérique | — | 2  | - JPN: 500 000 | - RIAJ: 2× Platine(ja) « Japon album certifications – Kara – Girl's Talk », Recording Industry Association of Japan, 2010 (consulté le 20 mai 2015) |
| Super Girl                                                                                  | - Date de sortie : 23 novembre 2011 - Label : Universal Sigma - Formats : CD, téléchargement numérique | — | 1  | - JPN: 778 000 | - RIAJ: 3× Platine(ja) « Japon album certifications – Super Girl », Recording Industry Association of Japan, 2011 (consulté le 20 mai 2015)         |
| Girls Forever                                                                               | - Date de sortie : 14 novembre 2012 - Label : Universal Sigma - Formats : CD, téléchargement numérique | — | 2  | - JPN: 250 000 | - RIAJ: Platine(ja) « Japon album certifications – Girls Forever », Recording Industry Association of Japan, 2012 (consulté le 20 mai 2015)         |
| Fantastic Girls                                                                             | - Date de sortie : 28 août 2013 - Label : Universal Sigma - Formats : CD, téléchargement numérique     | — | 3  | - JPN: 57 041  | |
| Girl's Story                                                                                | - Date de sortie : 17 juin 2015 - Label : EMI Music Japan - Formats : CD, téléchargement numérique     | — | 6  | - JPN: 19 170  | |
| "—" montre qu'aucun classement n'a été atteint ou que ce n'est pas sorti dans cette région. | |   |    |                | |

### Compilations Albums
Liste des albums de compilation, avec détails sélectionnés, positions dans les classements, ventes et certifications
| Best 2007 - 2010                                                                            | - Date de sortie : 29 septembre 2010 (JPN) - Label : Sigma universel - Formats : CD, téléchargement numérique | _ | 2  | - JNP : 219 065 - JPN: Plus de 1 200                             | • RIAUJ : Platine |
| Hits! Hits!                                                                                 | - Date de sortie : 30 mars 2012 (TWN) - Label : Warner Music Taiwan - Formats : CD/DVD                        | — | —  | - JPN: 502 - TWN : 3 732 - JPN: Plus de 1 200                    |                   |
| Collection                                                                                  | - Date de sortie : 5 septembre 2012 (JPN) - Label : Universel Sigma - Formats : CD/DVD                        | – | 3  | - JPN: 71 328                                                    |                   |
| Solo Collection                                                                             | - Date de sortie : 4 décembre 2012 (COR) - Label : DSP Media - Formats : CD/DVD                               | 3 | 91 | - COR : 14 575 - JPN : 2 674 - JPN : 2 674 - JPN: Plus de 13 000 |                   |
| Best Girl                                                                                   | - Date de sortie : 27 novembre 2013 (JPN) - Label : Universel Sigma - Formats : CD/DVD                        | – | 5  | - JPN: 65 228 M - JPN: Plus de 22 000                            | • RIAJ: Gold      |
| "—" montre qu'aucun classement n'a été atteint ou que ce n'est pas sorti dans cette région. | |   |    |                                                                  |                   |

### Coffrets
| Pretty Girl Special Edition                                                                 | - Date de sortie : 12 février 2009 - Label : DSP Media - Formats : CD, téléchargement numérique | 29 | - JPN : 4 332 |
| Album Collection                                                                            | • Date de sortie : 26 mars 2016 (JPN) • Label : Universel Sigma • Format : CD/DVD               | 85 | • JPN : 1 530 |
| Single Collection                                                                           | • Date de sortie : 26 mars 2016 (JPN) • Label : Universel Sigma • Format : CD/DVD               | 87 | • JPN : 1 500 |
| "—" montre qu'aucun classement n'a été atteint ou que ce n'est pas sorti dans cette région. |                                                                                                 |    |               |

### Compilations Albums
| Special Premium Box for Japan                                                               | - Date de sortie : 28 avril 2010 - Type : Box set - Label : Universal Sigma - Formats : CD/DVD                                       | — | 29 | —  | - JPN: Plus de 4 332                       |                 |
| Best 2007-2010                                                                              | - Date de sortie : 29 septembre 2010 - Type : Greatest hits album - Label : Universal Sigma - Formats : CD, téléchargement numérique | — | 2  | —  | - JPN: Plus de 219 015                     | - RIAJ: Platine |
| Collection                                                                                  | - Date de sortie : 5 septembre 2012 - Type : Solo collections album - Label : Universal Sigma - Formats : CD/DVD                     | — | 3  | 4  | - JPN: Plus de 71 350                      |                 |
| Best Girls                                                                                  | - Date de sortie : 27 novembre 2013 - Type : Greatest hits album - Label : Universal Sigma - Formats : CD/DVD                        | — | 5  | —  | - JPN: Plus de 65 228                      | - RIAJ: Or      |
| Album Collection                                                                            | - Date de sortie : 26 mars 2014 - Type : Box set - Label : Universal Sigma - Formats : CD/DVD                                        | — | 85 | —  | - JPN: Plus de 1 530                       |                 |
| Single Collection                                                                           | - Date de sortie : 26 mars 2014 - Type : Box set - Label : Universal Sigma - Formats : CD/DVD                                        | — | 87 | —  | - JPN: Plus de 1 500                       |                 |
| Coréen                                                                                      | |   |    |    |                                            |                 |
| Solo Collection                                                                             | - Date de sortie : 4 décembre 2012 - Type : Solo collections album - Label : DSP Media - Formats : CD/DVD                            | 3 | 91 | 14 | - COR: Plus de 15 265 - JPN: Plus de 2 674 |                 |
| Taïwanais                                                                                   | |   |    |    |                                            |                 |
| Hits! Hits!                                                                                 | - Date de sortie : 30 mars 2012 - Type : Greatest hits album - Label : Warner Music Taiwan - Formats : CD/DVD                        | — | —  | 4  |                                            |                 |
| "—" montre qu'aucun classement n'a été atteint ou que ce n'est pas sorti dans cette région. | |   |    |    |                                            |                 |

## Singles

### En coréen
| "Break It"                                                                                  | 2007 | —  | —  | —  | —  |                          | The First Blooming                     |
| "Mam-e Deulmyeon" (If U Wanna)                                                              | 2007 | —  | —  | —  | —  |                          | The First Blooming                     |
| "Secret World"                                                                              | 2007 | —  | —  | —  | —  |                          | The First Blooming                     |
| "Rock U"                                                                                    | 2008 | —  | —  | —  | —  |                          | Rock U                                 |
| "Good Day: Season 2"                                                                        | 2008 | —  | —  | —  | —  |                          | Pretty Girl Special Edition            |
| "Pretty Girl"                                                                               | 2008 | —  | —  | —  | —  |                          | Pretty Girl                            |
| "Honey"                                                                                     | 2009 | —  | —  | —  | —  |                          | Pretty Girl Special Edition            |
| "Ddokateun Mam" (Same Heart)                                                                | 2009 | —  | —  | —  | —  |                          | Revolution                             |
| "Wanna"                                                                                     | 2009 | —  | —  | —  | —  |                          | Revolution                             |
| "Mister"                                                                                    | 2009 | —  | —  | —  | —  | - COR: Plus de 3 112 000 | Revolution                             |
| "Lupin"                                                                                     | 2010 | 1  | —  | —  | —  | - COR: Plus de 2 977 898 | Lupin                                  |
| "We're With You"                                                                            | 2010 | 14 | —  | —  | 24 |                          | Super Girl: Japan Tour Special Edition |
| "2Me"                                                                                       | 2010 | 12 | —  | —  | —  |                          | Go Go Summer!                          |
| "Jumping"                                                                                   | 2010 | 3  | —  | —  | —  | - COR: Plus de 1 311 540 | Jumping                                |
| "Step"                                                                                      | 2011 | 2  | 2  | 42 | 2  | - COR: Plus de 2 667 484 | Step                                   |
| "Pandora"                                                                                   | 2012 | 2  | 3  | —  | —  | - COR: Plus de 1 503 346 | Pandora                                |
| "Dul Jung-e Hana" (Runaway)                                                                 | 2013 | 9  | 5  | —  | —  |                          | Full Bloom                             |
| "Sugnyeoga Mos Dwae" (Damaged Lady)                                                         | 2013 | 4  | 9  | —  | —  | - COR: Plus de 453 828   | Full Bloom                             |
| "Beautiful Night"                                                                           | 2013 | 51 | 44 | —  | —  |                          | Bye Bye Happy Days!                    |
| "Love Letter"                                                                               | 2013 | —  | —  | —  | —  |                          | Thank You Summer Love                  |
| "Mamma Mia"                                                                                 | 2014 | 10 | —  | —  | —  | - COR: Plus de 310 965   | Day & Night                            |
| "Cupid"                                                                                     | 2015 | 14 | —  | —  | —  | - COR: Plus de 223 009   | In Love                                |
| "—" montre qu'aucun classement n'a été atteint ou que ce n'est pas sorti dans cette région. |      |    |    |    |    |                          |                                        |

### En japonais
| "Mister"                                                                                    | 2010 | 5 | 11 | 2 | 9  | - RIAJ: Or(ja) « Japon single certifications », Recording Industry Association of Japan - Million (Chaku-Uta full) - 3× Platine (Chaku-Uta) - 2× Platine (digital download) | Girl's Talk     |
| "Jumping"                                                                                   | 2010 | 5 | 4  | 3 | 11 | - RIAJ: Or - Million (Chaku-Uta full) - 2× Platine (Chaku-Uta) - Platine (digital download)                                                                                 | Girl's Talk     |
| "Jet Coaster Love"                                                                          | 2011 | 1 | 2  | 1 | 5  | - RIAJ: Or(ja) « Japon single certifications – Jet Coaster Love », Recording Industry Association of Japan - Platine (Chaku-Uta full) - Or (digital download)               | Super Girl      |
| "Go Go Summer!"                                                                             | 2011 | 2 | 2  | 1 | 9  | - RIAJ: Or(ja) « Japon single certifications – Go Go Summer! », Recording Industry Association of Japan - Platine (Chaku-Uta full) - Platine (digital download)             | Super Girl      |
| "Winter Magic"                                                                              | 2011 | 3 | 2  | 2 | 4  | - RIAJ: Or(ja) « Japon single certifications – Winter Magic », Recording Industry Association of Japan - Or (Chaku-Uta full)                                                | Super Girl      |
| "Speed Up"                                                                                  | 2012 | 2 | 3  | 6 | 7  | - RIAJ: Or(ja) « Japon single certifications – Speed Up / Girl's Power », Recording Industry Association of Japan                                                           | Girls Forever   |
| "Girl's Power"                                                                              | 2012 | 2 | 7  | 6 | 7  | - RIAJ: Or(ja) « Japon single certifications – Speed Up / Girl's Power », Recording Industry Association of Japan                                                           | Girls Forever   |
| "Electric Boy"                                                                              | 2012 | 2 | 1  | — | 3  | - RIAJ: Or(ja) « Japon single certifications – Electric Boy », Recording Industry Association of Japan                                                                      | Girls Forever   |
| "Bye Bye Happy Days!"                                                                       | 2013 | 2 | 2  | — | 11 | | Fantastic Girls |
| "Thank You Summer Love"                                                                     | 2013 | 2 | 1  | — | —  | | Fantastic Girls |
| "French Kiss"                                                                               | 2013 | 7 | 24 | — | 18 | | Best Girls      |
| "Mamma Mia"                                                                                 | 2014 | 6 | 9  | — | —  | | Girl's Story    |
| "Summer Gic / Sunshine Miracle / Sunny Days"                                                | 2015 | 2 | 4  | — | —  | | Girl's Story    |
| "—" montre qu'aucun classement n'a été atteint ou que ce n'est pas sorti dans cette région. |      |   |    |   |    | |                 |

### Singles promotionnels
| "Dreaming Girl"                                                                             | 2011 | 28 | —  | Super Girl              |
| "Step (Japanese version)"                                                                   | 2012 | 38 | 6  | Speed Up / Girl's Power |
| "Go Go Summer! 2012"                                                                        | 2012 | 68 | 49 | Kara Collection         |
| "—" montre qu'aucun classement n'a été atteint ou que ce n'est pas sorti dans cette région. |      |    |    |                         |

## Autres chansons classées

### En coréen
| Titre                                                                                       | Année  | Meilleures positions | Meilleures positions | Album           |        |        |        |
| Titre                                                                                       | Année  | KOR Gaon             | KOR Hot 100          | Album           |        |        |        |
| Coréen                                                                                      | Coréen | Coréen               | Coréen               | Coréen          | Coréen | Coréen | Coréen |
| ------------------------------------------------------------------------------------------- | ------ | -------------------- | -------------------- | --------------- | ------ | ------ | ------ |
| "Umbrella"                                                                                  | 2010   | 30                   | —                    | Lupin           |        |        |        |
| "Tasty Love"                                                                                | 2010   | 41                   | —                    | Lupin           |        |        |        |
| "Lonely"                                                                                    | 2010   | 56                   | —                    | Lupin           |        |        |        |
| "Rollin'"                                                                                   | 2010   | 60                   | —                    | Lupin           |        |        |        |
| "Love Is"                                                                                   | 2010   | 77                   | —                    | Jumping         |        |        |        |
| "Burn"                                                                                      | 2010   | 98                   | —                    | Jumping         |        |        |        |
| "Binks"                                                                                     | 2010   | 102                  | —                    | Jumping         |        |        |        |
| "With"                                                                                      | 2010   | 104                  | —                    | Jumping         |        |        |        |
| "Rider"                                                                                     | 2011   | 43                   | 69                   | Step            |        |        |        |
| "Strawberry"                                                                                | 2011   | 56                   | 83                   | Step            |        |        |        |
| "Follow Me"                                                                                 | 2011   | 79                   | —                    | Step            |        |        |        |
| "Date (My Boy)"                                                                             | 2011   | 83                   | —                    | Step            |        |        |        |
| "I Am... (Ing)" (Acoustic version)                                                          | 2011   | 115                  | —                    | Step            |        |        |        |
| "With My Heart (Dear Kamilia)"                                                              | 2011   | 136                  | —                    | Step            |        |        |        |
| "Kara 4 U" (Outro)                                                                          | 2011   | 179                  | —                    | Step            |        |        |        |
| "Ey! Oh!" (Intro)                                                                           | 2011   | 182                  | —                    | Step            |        |        |        |
| "Way"                                                                                       | 2012   | 58                   | 35                   | Pandora         |        |        |        |
| "Miss U"                                                                                    | 2012   | 88                   | 64                   | Pandora         |        |        |        |
| "Idiot"                                                                                     | 2012   | 106                  | 87                   | Pandora         |        |        |        |
| "Lost"                                                                                      | 2012   | 85                   | 68                   | Solo Collection |        |        |        |
| "Secret Love"                                                                               | 2012   | 82                   | 74                   | Solo Collection |        |        |        |
| "Wanna Do"                                                                                  | 2012   | 100                  | —                    | Solo Collection |        |        |        |
| "Guilty"                                                                                    | 2012   | 155                  | —                    | Solo Collection |        |        |        |
| "Daydream"                                                                                  | 2012   | 163                  | —                    | Solo Collection |        |        |        |
| "2Night"                                                                                    | 2013   | 98                   | 98                   | Full Bloom      |        |        |        |
| "Follow Me"                                                                                 | 2013   | 113                  | —                    | Full Bloom      |        |        |        |
| "1+1"                                                                                       | 2013   | 114                  | —                    | Full Bloom      |        |        |        |
| "Smoothie"                                                                                  | 2013   | 126                  | —                    | Full Bloom      |        |        |        |
| "In The Game"                                                                               | 2013   | 129                  | —                    | Full Bloom      |        |        |        |
| "—" montre qu'aucun classement n'a été atteint ou que ce n'est pas sorti dans cette région. |        |                      |                      |                 |        |        |        |

### En japonais
| "Lupin"                                                                                     | 2010 | 55 | Girl's Talk |
| "SOS"                                                                                       | 2010 | 17 | Girl's Talk |
| "Ima, Okuritai 「Arigatou」"                                                                | 2011 | 16 | Super Girl  |
| "Girls Be Ambitious!"                                                                       | 2011 | 42 | Super Girl  |
| "Winter Magic (X'mas version)"                                                              | 2011 | 67 | Super Girl  |
| "Do It! Do It!"                                                                             | 2011 | 67 | Super Girl  |
| "Missing"                                                                                   | 2011 | 98 | Super Girl  |
| "—" montre qu'aucun classement n'a été atteint ou que ce n'est pas sorti dans cette région. |      |    |             |

## Bande originale
| Titre                                            | Année | Bande originale venant de                          | Album                                          |
| ------------------------------------------------ | ----- | -------------------------------------------------- | ---------------------------------------------- |
| "Fighting"                                       | 2007  | Keeping Up with Gangnam Mother (강남엄마 따라잡기) | Keeping Up with Gangnam Mother OST             |
| "Butterfly" ("나비")                             | 2008  | Naruto Shippuden (Korean version)                  | NC                                             |
| "Love is Fire"                                   | 2009  | Boys Over Flowers                                  | Boys Over Flowers Original Sound Track: Part 2 |
| "Stars Falling from the Sky" ("별을 따다줘")     | 2010  | Stars Falling from the Sky                         | Stars Falling from the Sky OST                 |
| "Lonely"                                         | 2010  | My Mother                                          | Lupin                                          |
| "SOS"                                            | 2011  | URAKARA                                            | Girl's Talk                                    |
| "Ima, Okuridai Arigatou"                         | 2011  | URAKARA                                            | Super Girl                                     |
| "My Prayer"                                      | 2012  | Strangers 6                                        | NC                                             |
| "Beautiful Night"                                | 2013  | KARA The Animation                                 | Bye Bye Happy Days!                            |
| "Love Letter"                                    | 2013  | KARA The Animation                                 | Thank You Summer Love                          |
| "My Angel" (Secret Love ver.)                    | 2014  | Secret Love                                        | Pas de sortie d'album                          |
| "Into The World" (세상속으로) (Secret Love ver.) | 2014  | Secret Love                                        | Pas de sortie d'album                          |

## Photobooks
| Année | Titre                             | Date de sortie   | Ventes         |
| ----- | --------------------------------- | ---------------- | -------------- |
| 2011  | KARA's All about Beauty           | 12 octobre 2011  | Plus de 12 008 |
| 2012  | Je t'aime KARA                    | 14 février 2012  |                |
| 2012  | KARASIA Program Book              | 28 mars 2012     |                |
| 2012  | KARA STEP IT UP Special Photobook | 20 décembre 2012 |                |

## Vidéographie

### Coréen
| Année                | Clip vidéo                | Autre(s) version(s) | Directeur(s) |
| -------------------- | ------------------------- | --- | --- |
| 2007                 | "Break It"                | | Inconnu |
| 2007                 | "If U Wanna"              | | Inconnu |
| 2008                 |                           | | Inconnu |
| "Rock U"             |                           | | Inconnu |
| "Pretty Girl"        |                           | | Inconnu |
| "Good Day: Season 2" |                           | | Inconnu |
| 2009                 |                           | | |
| "Honey"              |                           | Joo Hee-sun | |
| "Heart"              |                           | Inconnu | |
| "Wanna"              |                           | Inconnu | |
| 2010                 | "Lupin"                   | Inconnu | |
| 2010                 | "We're With You"          | Inconnu | - Gyuri off-shot version - Hara off-shot version - JiYoung off-shot version - Nicole off-shot version - SeungYeon off-shot version |
| 2010                 | "2Me"                     | Inconnu | |
| 2010                 | "Jumping"                 | Inconnu | |
| 2011                 | "I'll Write You a Letter" | Inconnu | |
| 2011                 | "Step"                    | - Close-Up version - Stage version - Street version - White version - Gyuri off-shot version - Hara off-shot version - JiYoung off-shot version - Nicole off-shot version - SeungYeon off-shot version | Joo Hee-sun |
| 2012                 | "Pandora"                 | - Dance version | Joo Hee-sun |
| 2013                 | "Runaway"                 | | Kim Kyu-tae |
| 2013                 | "Damaged Lady"            | | Cho Soo-hyun |
| 2014                 | "Mamma Mia"               | | Hong Won-ki |
| 2015                 | "Cupid"                   | | |

### Japonais
| Année | Clip vidéo                   | Autre(s) version(s) | Director(s) |
| ----- | ---------------------------- | --- | ----------- |
| 2010  | "Mister"                     | - Dance version | Inconnu     |
| 2010  | "Jumping"                    | - Dance version - Smart Sports version - Gyuri off-shot version - Hara off-shot version - JiYoung off-shot version - Nicole off-shot version - SeungYeon off-shot version | Inconnu     |
| 2011  | "Jet Coaster Love"           | - Dance version | Joo Hee-sun |
| 2011  | "Ima, Okuritai 「Arigatou」" | | Joo Hee-sun |
| 2011  | "Go Go Summer!"              | - Director's Cut version - Dance version | Joo Hee-sun |
| 2011  | "Winter Magic"               | - Close-Up version - Gyuri off-shot version - Hara off-shot version - JiYoung off-shot version - Nicole off-shot version - SeungYeon off-shot version                     | Joo Hee-sun |
| 2012  | "Speed Up"                   | - Another version - Close-Up version | Joo Hee-sun |
| 2012  | "Girl's Power"               | - Close-Up version - Dance version | Joo Hee-sun |
| 2012  | "Electric Boy"               | - Close-Up version - Dance version - Gyuri off-shot version - Hara off-shot version - JiYoung off-shot version - Nicole off-shot version - SeungYeon off-shot version     | Inconnu     |
| 2012  | "Orion"                      | - Close-up version | Inconnu     |
| 2013  | "Bye Bye Happy Days"         | - Dance version | Joo Hee-sun |
| 2013  | "Thank You Summer Love"      | - Dance version - Gyuri version - SeungYeon version - Nicole version - Hara version - JiYoung version                                                                     | Joo Hee-sun |
| 2013  | "French Kiss"                | - Dance version - Gyuri version - SeungYeon version - Nicole version - Hara version - JiYoung version                                                                     | Hong Won-ki |
| 2014  | "Mamma Mia"                  | - Dance version | Hong Won-ki |
| 2015  | "Summer☆gic"                 | - Dance version |             |